# Каннабих, Карл Август
Карл Август Конрад Каннабих (нем. Carl August Konrad Cannabich; 11 октября 1771, Мангейм — 1 мая 1806, Мюнхен, Королевство Бавария) — немецкий музыкант, скрипач, дирижёр и композитор.

## Биография
Сын музыканта, композитора, дирижёра, видного представителя Мангеймской музыкальной школы Христиана Каннабиха.
В 1778 году вместе с родителями переехал в Мюнхен. Учился у Иоганна Фридриха Экка. В 12 лет совершил концертный тур по Германии вместе с Людвигом Августом Лебреном. 
С 1796 работал в качестве театрального дирижёра во Франкфурте-на-Майне. В 1798 году был назначен главным концертмейстером королевского музыкального театра в Мюнхене.
Автор опер-сериа, скрипичных концертов, симфоний и других сочинений в классическом стиле.
В частности, в 1801 году для выступления Антонио Сальери им написана музыка для трагикомической оперы «Axur, re d’Ormus».

## Избранные сочинения
- Symphony in C major, Op.8
- 6 Deutsche Lieder am Clavier
- Violin Concerto in F major, Op.9
- 6 Canzonette, Op.5
- 6 Canzonette, Op.10
- Mozarts Gedaechtnis Feyer